# Дача Чернова
Дача Черно́ва, или Сосно́вка, — памятник периода архитектурной эклектики в Невском районе Санкт-Петербурга на правом берегу реки Невы, выше Володарского моста, напротив когда-то стоявшего Речного вокзала. Адрес: Октябрьская набережная, дом № 72.
Включает в себя особняк площадью 2000 м2, 22,9 га верхнего парка с сохранившейся гидротехнической системой прудов и проток, а также пейзажной солитерной посадкой черешчатых дубов вокруг них. К ансамблю особняка Чернова также относится «сад Чернова» между особняком и Невой площадью 2 га. Ранее к зоне пейзажного парка примыкал сосновый бор, что дало название имению как «Сосновка». К 1939 году сосновый бор исчезает и на его месте вырастает лес смешанного типа. Небольшое количество искусственно посаженных сосен (в том числе — веймутова сосна, некогда привезенная из Северной Америки) продолжают расти перед фасадом особняка.
Система прудов и садово-парковые работы по пейзажной посадке деревьев относятся к началу XIX века и созданы при владельце князе Гаврииле Петровиче Гагарине.
Сама усадьба построена в 1889—1893 годах по проекту А. И. фон Гогена для генерала А. И. Чернова в стиле эклектики на базе неорусского стиля путем его смешения со стилем западноевропейского охотничьего замка и с применением новаторских элементов декора фасада для того времени.
В строительстве принимали участие архитекторы А. И. Кузнецов и Г. И. Люцедарский.
В советское время в усадьбе работал Радиоцентр № 3, который эксплуатировал несколько поколений мощнейших радиопередатчиков. Для более 3 км суммарной длины антенн использовалось 6 мачт высотой более 75 метров.
В 2023 году усадьба и парк были переданы Правительством России в собственность Петербурга с обременением в виде охранных обязательств для проведения реставрации и создания общедоступной рекреационной зоны, которая будет крупнейшей в Невском районе Санкт-Петербурга. Новым собственником стало принадлежащее городу "Садово-парковое предприятие «Невское».

## История

### Малое Рыбацкое
История построек на месте парка начинается ещё в период шведского владычества. На месте усадьбы располагалась деревня, а вокруг её находилось несколько кирпичных заводов, работавших до начала XX века. Из кирпичей этих заводов был построен шведский город Ниен, предшествовавший Петербургу. Кроме работы на кирпичных заводах местные жители занимались рыболовством. После победы в Северной Войне деревня получила русское название Глезнево.
Петровский указ 1716 года, отправил в деревню на постоянное место жительства рыбаков с Оки, поставлявших рыбу к царскому столу. Название села изменилось на Рыбацкое. Позднее часть рыбаков вернулась на левый берег — из-за отсутствия мостов, так было удобнее добираться до рынков в центре города. После этого деревня стала называться Малым Рыбацким, а переселившиеся рыбаки образовали селение, на месте которого затем развился район Рыбацкое. Возможности для лова рыбы сохраняются до сих пор, и во время хода корюшки на набережной прямо напротив усадьбы на Неве монтируется временная рыбачья пристань. На карте 1817 года на месте усадьбы ещё видна деревня Малое Рыбацкое. В 2022 году топонимическая комиссия Санкт-Петербурга восстановила название микрорайона вокруг Сосновки под его историческим названием «Малое Рыбацкое», как одного из старейших районов города

### Имение князей Гагариных
Около 1820 года собственником земли с сосновым бором стал князь Гавриил Петрович Гагарин (вел свой род от Всеволода Юрьевича «Большое Гнездо» — великого князя владимирского), министр, писатель и представитель масонства в России. Он строит себе деревянный господский дом в имении. На карте 1824 года можно заметить, что усадьба Гагарина уже имела парк и систему прудов. Примыкающий к Неве сад от усадьбы и сейчас во многом повторяет планировку дорожек и схему посадок усадьбы Гагарина начала XIX века. Это связано с реконструкцией 2007 года, которая делалась по старым картам. В основном в имении жил сын Гавриила Петровича — Павел Гаврилович Гагарин, известный как блестящий дипломат, военный и писатель. Первой женой князя Павла Гавриловича была камер-фрейлина императрицы Марии Федоровны — Анна Лопухина. Она стала фавориткой императора Павла I, что способствовало карьерному росту князя и проблемам в семье. После второго морганатического брака с балериной Марией Спиридоновой князь в возрасте 54 лет окончательно переехал в Сосновку. Супруги были счастливы в браке, однако великосветское петербургское общество сочло неприемлемым для потомка Рюрика женитьбу на «простолюдинке». Именно поэтому князь покидает родовой особняк на Дворцовой набережной и уединяется в усадьбе рядом с сосновым лесом. Князь Павел был так влюблён в свою избранницу, что даже переименовал имение Сосновка в Марьино, что можно заметить на некоторых картах XIX века.

### Имение генерала Чернова
После смерти князя имение несколько раз перепродавалось, пока в 1889 г. его не купил полковник Александр Иванович Чернов. Чернов задумал построить себе роскошный каменный особняк, а старый деревянный дом князя Гагарина снести.
Хотя впоследствии он получил чин генерала, но даже для историков детали карьеры генерала и его достижения не ясны. Чернов получил известность не как военный, а как земельный коммерсант и харизматическая личность, склонная к авантюрным проектам. Сам он происходил из богатого рода Черновых, герб которого украшает двери в усадьбе и ныне. Купеческий род Черновых стал дворянским только в 1838 году в награду за снабжение войск России во время войн. Желая получить наибольший доход от Сосновки, Чернов решил распродать часть земель под земледельческую колонию. Он стал активно собирать авансы за ещё несуществующий поселок, в котором даже уже был намечен «Черновский проспект». Однако под продажу были выделены заболоченные участки, что привело к массе жалоб от покупателей. В итоге земство запретило ему заниматься «землеустройством» без надлежащей подготовки территории и обязало вернуть части покупателей внесенные задатки. Нарезанные Черновым участки, которые ему удалось продать, видны ещё на карте 1935 года. Впоследствии на их месте построили Госпиталь для ветеранов войн. Генерал Чернов был склонен также к разгульному образу жизни, что отражается и в архитектуре усадьбы Сосновка, где от архитекторов он потребовал соединить «кабинет» прямо с винным погребом и спальней. Как пишет один из архитекторов усадьбы А. В. Кузнецов, генерал потребовал оформить кабинет «для особых посещений» в «интимной обстановке». Нрав генерала, который расхаживал по дому голым и для охоты завел себе как царь стремянных, привлекает внимание к его образу жизни в Сосновке. Что генерал Чернов старался получить максимум удовольствий от жизни видно даже по тому, как он в пожилом возрасте принимал участия в скачках и яхтенных соревнованиях, будучи членом Общества рысистого бега и Петербургского яхт-клуба.
Чернов составляет подробное задание архитекторам по планировке особняка с учётом его развлечений и планируемых гостей. Архитектурный облик внешнего дизайна нового особняка был разработан фон Гогеном в неорусском стиле, но в довольно необычной вольной эклектичной трактовке. Гоген ещё раз использовал такой вариант смешения стилей по мотивам русского зодчества только в одном своем проекте — музее Суворова в Санкт Петербурге. Он был построен позднее дачи Чернова, ставшей источником его архитектурных решений.
Дача была построена всего за 3 года к 1893 году (что отражено на флюгере её башни). Фон Гоген, вместе с двумя молодыми помощниками-архитекторами А. И. Кузнецовым и Г. И. Люцедарским, кроме самой дачи выполнил реконструкцию парка и формы прудов до их современного состояния. Парк стал быстро популярен в окрестностях, поэтому Чернов, к тому времени получивший чин генерала, стал брать плату за вход 2-5 копеек Кроме возможности отдохнуть оказалось, что в парке и примыкающему к нему сосновому бору сложились хорошие условия произрастания различных грибов и многие посещали имение Чернова как грибники. Грибы собирают на территории Сосновки до сих пор. Журнал «Столица и усадьба» (№ 25 от 1915 года) писал, что на островах посреди прудов были сооружены беседки и что громадный парк естественным образом переходит в сосновый бор.
В 1918 году Чернов либо эмигрирует из России, либо погибает в результате своего разгульного образа жизни. Обстоятельства смерти генерала являются предметом дискуссии историков. Особняк остается бесхозным.

### Дом отдыха и встречи литераторов
В 1919 г. в особняке Чернова был открыт дом отдыха для рабочих Невской заставы. Однако элитный статус усадьбы сделал его фактически дачей для ленинградского Дома Литераторов, куда писатели и поэты могли попасть по его ходатайству. Многие известные литераторы советской России в тот момент отдыхают в даче Чернова. Дачу посещают Николай Гумилев, Эрих Голлербах, Николай Волковыский и многие другие. Голлербах отмечал, что когда Гумилев читал на даче стихи, то его собиралось послушать не менее интересное на вид довольно пестрое общество отдыхающих из рабочих, литераторов и «буржуазных барышень». Волковысский писал, что на даче можно было послушать Гумилева «без комиссаров, без лозунгов, без кожаных курток и „партийной дисциплины“».
В 1930 году дом отдыха был закрыт. На его месте на первом этаже открыли роддом, а на втором — поликлинику. В 1941 году рядом строится военный госпиталь (с 1946 года — Госпиталь для ветеранов войн), и медперсонал переводится туда.

### Радиоцентр № 3
В соответствии с Постановлением Военного Совета Ленинградского фронта от 25 апреля 1943 года, на территории бывшей дачи была построена радиостанция РВ-1141 с коротковолновым передатчиком мощностью 60 кВт, что дало началу работы Радиоцентру № 3. 6 ноября 1943 г. радиостанция начала свою работу с трансляции речи Иосифа Сталина. После постройки радиоцентра территория дачи и её парка стали закрытыми для посещения.
После первых нескольких трансляций станция подвергалась сильному артобстрелу и оборудование пришлось вывезти на хранение. Станция продолжила вещание 20 июня 1944 года после окончания блокады Ленинграда.
Согласно данным Россреестра в 1949 году было закончено строительство шести «радиобашен». Высота радиобашен составляет 75 метров. В дальнейшем на них монтировалось различное радиооборудование.
Предположительно, радиоцентр № 3 использовался для «глушения» вещания западных коротковолновых радиостанций на территории СССР. В период идеологического противостояния двух систем потребовалось кардинальное увеличение мощности радиовещательных станций с целью эффективного противодействия радиостанциям капиталистического лагеря, развернутым вдоль границы СССР. В 1950—1960 годы радиоцентры вокруг Ленинграда были включены в программу развертывания мощных радиопередатчиков радиоэлектронной борьбы (с помощью нескольких поколений передатчиков, типа «Снег», «Тайфун» и «Буран»). Точная конфигурация аппаратуры радиоэлектронной борьбы Радиоцентра № 3 остается засекреченной
В 1963 году на территории радиоцентра сооружается большой гараж на 515 м2. Территория парка обносится бетонным забором, монтируется сигнализация и строятся посты военизированной охраны. Для нужд охраны большая часть территории Сосновки снабжается электрическим освещением. Из-за высокого излучения от работающих антенн жилая застройка примыкающая к Радиоцентру надолго запрещается.
После распада СССР Радиоцентр № 3 некоторое время использовался для вещания на средних волнах. Впоследствии дорогостоящие медные антенны были срезаны с вышек и проданы как ценный металл. Перед прекращением вещания радиоцентр имел 4 передатчика на 10 КВт и три антенны к ним. Центр некоторое время осуществлял вещание для принадлежащей православной церкви радиостанции Радонеж. 20 сентября 2016 года вещание Радонеж из Сосновки было прекращено, а оборудование радиоцентра было демонтировано и перенесено в Красный Бор Тосненского района.

### Признание памятником федерального значения и преобразование в общедоступную рекреационную зону
10 июля 2001 года постановлением Правительства Российской Федерации «Усадьба Чернова А. И. „Сосновка“» вместе с ансамблем парка становится памятником федерального значения.
Из-за дорожных работ по реконструкции Октябрьской набережной произошло нарушение работы гидротехнической системы, осушающей зону сада Чернова с его частичным затоплением во время дождей, так как полотно дороги стало играть роль дамбы мешавшей стоку осадков в Неву. В 2007 году были проведены работы по созданию канализации для осадков и благоустройству самого сквера с созданием дорожек и выполнением садово-парковых работ, но коснулись они небольшой открытой части парка в сквере между Невой и дачей
В июле 2022 года стало известно, что готовится распоряжение Правительства Российской Федерации о выкупе особняка и парка для проведения реконструкции, после чего объект должен стать самой масштабной парковой зоной Невского района Петербурга. Работы по реконструкции начались со сноса бетонного забора вокруг зоны парка и вырубки деревьев для организации входов в парк
9 января 2023 года вышло распоряжение Правительства Российской Федерации о выкупе особняка в собственность государственной компании "Садово-парковое предприятие «Невское», историческая часть парка площадью 117 тыс.кв.м станет также собственностью этой компании, а «дикая» лесная зона площадью 113 тыс. м² организация будет арендовать по рыночной стоимости. На втором участке предполагается в дальнейшем постройка спортивных социальных объектов для нужд жителей Невского района, а в усадебном доме планируется создать культурный центр для детей и подростков
Правительство Санкт-Петербурга организует периодические экскурсии в особняк в рамках проекта «Наследие окраин». Экскурсии проводит коллектив музея «Невская застава»

## Особняк
Неотъемлемый атрибут выбранного Гогеном неорусского стиля — это шатровые башни. Гоген расположил их на разных уровнях, придав постройке динамичность. Для усиления эффекта использовался богатый декор, включая вставки в фасад с изображениями цветов. Цокольный этаж выполнен в европейском стиле, близком к средневековым охотничьим замкам. Это отражение характера хозяина, который был заядлым охотником. Смешение стилей позволят говорить, что наиболее верно классифицировать сооружение как эклектику, соединяющую русские и западноевропейские традиции вместе с новейшими для того времени методами декора фасада.
Внутри особняка сохранились многие элементы интерьера, которые включены в объекты охраны памятника федерального значения:
- Витражи в окнах фирмы «М. Эрленбах и К°»: цветные витражи «День» и «Ночь» в двух окнах на парадной лестнице и монохромные витражи в парадных дверях;
- Парадный холл (передняя) с колоннами и лепкой;
- 8-угольная гостиная;
- Двери с резьбой по дереву с гербами рода Черновых;
- Чугунная винтовая лестница фигурного литья в башне;
- Фигурная лепка со скульптурами грифонов на потолках помещений;
- Большинство окон и балконных дверей особняка также являются оригинальными.

В журнале «Зодчий» (№ 11-12 за 1889 год) опубликована статья архитектора А. В. Кузнецова о проекте. Там же были продемонстрированы чертежи за подписью А. И. фон Гогена и А. В. Кузнецова. Ниже приведено краткое описание особняка по статье архитектора (без учёта поздних реконструкций).
Особняк изначально имел 2000 м2 жилой площади на трех этажах: 25 помещений были разделены на парадные для гостей, частные для хозяина и помещения для прислуги. Однако Радиоцентр № 3 выполнял реконструкцию особняка для размещения радиоаппаратуры и подстанций питания. По данным Росреестра жилая площадь сократилась до 1599 м2 (оставшееся пространство заняла аппаратура). Кроме этого, этажность повысилась с 3х до 4х этажей. В изначальном проекте дача имела очень большой по площади и объёму неотапливаемый чердак, который изначально не предполагался для эксплуатации как помещение. Радиоцентр использовал чердак для размещения аппаратуры связи и разместил на крыше особняка параболическую антенну. Для размещения подстанций питания радиооборудования к особняку сделали пристройку на фронтальной части фасада с организацией воздушного охлаждения через вентиляционные отверстия. Часть оборудования была размещена также в цокольном этаже и также снабжена воздушным охлаждением.
Большинство планировочных решений было придумано самим Черновым как задание архитекторам, фасад здания был реализован архитекторами по их усмотрению.
Смета усадьбы без учёта отделки комнат и ландшафтных работ в парке составила 88 072 рублей. Поскольку вскоре начал действовать золотой стандарт рубля, то эквивалент стоимости здания усадьбы составлял более 100 кг золотых монет по курсу того времени.

### Цокольный этаж
Подвальный (цокольный) этаж является жилым с высотой потолков 284 см. Верхняя часть подвального этажа приподнята наполовину над уровнем земли, чтобы дать ему естественное освещение через окна. Тут находилась просторная кухня и несколько комнат для домовой прислуги, которые сообщаются с первым этажом посредством отдельной чёрной лестницы.
Архитекторы интенсивно используют новые технологии того времени и перекрытие потолка делают на основе металлоконструкций («рельсов»).

### Первый этаж
Изюминкой проекта был «кабинет Чернова», который указывал на его развлечения. Кабинет является центральным и самым крупным помещением особняка.
Кабинет по требованию Чернова должен был быть оформлен как интимная зона для «особых посещений», а не для деловых приемов посетителей как принято было в то время. «Интимность» зоны кабинета заключалась в том, что Чернов с его «особым посетителем» мог пользоваться большим количеством важных помещений не пересекаясь с другими гостями или даже прислугой в доме. Кабинет имел отдельный вход с улицы через крыльцо с примыкающей галерей, что позволяло генералу провести гостя в дом через отдельный вход. Фактически особняк рассечен на интимную и публичную часть.
Кабинет посредством лестницы, заключенной в стенах башни, сообщается с винным погребом, находящимся под ним в подвальном этаже, и со спальней, расположенной над кабинетом во втором этаже. Чернов посчитал необходимым дополнить «рабочее пространство» не только винным погребом и спальней, но из кабинета через лестницу на 2й этаж сделан выход в фотографический павильон. После генерала не осталось его фоторабот с его «особыми посетителями», так как он, вероятно, увез их с собой в эмиграцию.
Попасть в сам кабинет Чернова можно было только через библиотеку, что должно было создавать у посетителя впечатление о начитанности владельца, но архитектор Кузнецов в своей статье подчеркивает, что это скорее набор книжных шкафов в качестве декорации, чем настоящая библиотека.
Между оборотами лестницы в башне был также устроен тайник для хранения ценных вещей и документов.
На 1-м этаже находилась столовая с примыкающим гостевым (парадным) залом. Замысел был в том, чтобы последний при большом съезде гостей мог играть также роль столовой. Для этого помещения сообщаются через арку, образуя одно пространство. Через парадный вход можно было попасть в парадный зал через 8-угольную гостиную или в бильярдную.
Просторная бильярдная на первом этаже была рассчитана и на бильярдный стол и на диваны для гостей. Из неё планировался проход через галерею в домашнюю церковь, от постройки которой генерал в итоге отказался.
Высота комнат 1-го этажа — 5 метров.
Большая часть интерьеров помещений первого этажа хорошо сохранились в части окон, дверей и оформления потолков. В оригинальном виде сохранилась парадная лестница.

### Второй этаж
Как уже отмечалось, с приватной лестницы в башне генерал с гостем мог попасть в свою спальню и комнату отведенную для фотопавильона.
В глубине просторной спальной генерала имеется альков с выходом в уборную.
Длинная открытая терраса над галереей 1-го этажа с видом на Неву должна была служить местом прогулок лишь самого хозяина и его «особых посетителей», так как имеет вход только из его спальни через дверь в его личной уборной. Также выход на видовой балкон с видом на Неву над кабинетом возможен тоже только из личной спальни генерала.
Три комнаты были отведены для помещения приезжих гостей. Две комнаты для управляющего усадьбой. Все эти комнаты имеют отдельный выход на широкую площадку парадной лестницы.
При размещении в особняке больницы были уничтожены большинство интерьеров второго этажа, но сохранилась оригинальная планировка помещений и исторические окна.

### Башня
Башня высотой 21 метр сложена из кирпича до начала крыши, выше она построена из металлоконструкции поверх которых сделана облицовка из досок, которые затем покрыты металлической кровлей. В башне устроена сохранившаяся чугунная винтовая лестница, украшенная декором из фигурного литья. Лестница ведет на обзорную площадку с панорамой на окрестности. По замыслу Чернова обзорная площадка должна была быть выше крон вековых деревьев, чтобы с площадки открывался вид до горизонта во все стороны, что должно было поражать приватных гостей генерала.
Выход на смотровую площадку башни также интимный, через лестницу в башне, примыкающей к спальне.

## Парк «Сосновка»
Парк разбит на две террасы: нижнюю, известную «сад Чернова», и верхнюю с прудами. Нижняя терраса задумана в регулярной планировке, верхняя терраса как пейзажный парк.
Для парка сейчас выделена очень большая площадь — почти в 25 гектар (23 га верхний парк и 2 га сад). Генплан Санкт-Петербурга также относит к зоне парка также около 2 гектаров под территорией гаражей, проезды рядом с парком и примыкающую набережную. Это больше самого большого парка Невского района Куракина Дача в 20 гектар, который расположен напротив дачи Чернова. Карта 1933 года показывает, что историческая часть парков Сосновка и Куракиной дачи примерно в 3 меньше их текущей территории. Поэтому большая часть текущего земельного участка Сосновки не входила пейзажный парк усадьбы Чернова, а ранее являлась просто примыкающим к ней сосновым бором без проведения в нём садово-парковых работ. Поэтому планировка вновь создаваемого парка за пределами исторической зоны будет проводиться с учётом современных требований.

### Нижний парк («Сад Чернова»)
Нижний парк с регулярной «английской» планировкой на нижней террасе, выходящей к берегу Невы, представлен кленом, липой, дубом и сосной.
Как уже отмечалось выше, текущая планировка во многом совпадает с оригинальной, созданной по заказу князя Гагарина

### Верхний пейзажный парк
Концепция пейзажного парка также относится к началу XIX века и была разработана по заказу князя Гагарина с последующими реконструкциями.
Верхний парк имеет гидротехническую систему прудов с тремя островами, которые хорошо сохранились до наших дней вместе с пейзажными посадками дубов на них. Это связано с тем, что пруды и протоки выполнены с капитальным укреплением берегов и дна из камня. Историческое укрепление из камня свободной кладки хорошо видно в высохшей протоке на границе пейзажного парка. Предварительная вырубка деревьев на месте прудов позволила ценным породам деревьев захватить пространство и вырасти в пейзажной форме как и было задумано авторами проекта. Историческая схема прудов, их проток и дренажных каналов и система их укрепления является часть охраняемого культурного памятника федерального значения. Историческая дорожно-тропиночная сеть вдоль прудов практически утрачена, так как заросла кустарниками. На сохранившихся фрагментах исторических дорожек используется щебеночно-набивное покрытие
В пейзажной части парка сохранились многие стравозрастные деревья ценных пород в их изначальной планировке высадки, которые также охраняются как часть объекта культурного наследия:
- кулисные группы дубов черешчатых (с северного и юго-восточного фасадов усадебного дома);
- смешанные группы из лип и кленов, дубов и кленов (с северо-западного фасада здания);
- солитерные посадки сосны обыкновенная и сосны румелийской (оформляют лицевой фасад усадебного дома);
- солитерные посадки дуба и липы;
- липовая аллея на прямоугольном мысу, входящем в систему прудов;
- липовая аллея с западного фасада усадебного дома;
- аллея из ряда дубов черешчатых вдоль пруда (южнее прямоугольного мыса);
- кустарники, преимущественно с эффектным весенним цветением: боярышник, дерен, ирга, смородина, спирея, акация, роза морщинолистая;

Особо ценными признаются старовозрастные деревья парка: дуб черешчатый, липа мелколистая, сосна обыкновенная, сосна румелийская и туя

### Территория бывшего соснового бора
Судьба соснового бора остается достаточно загадочной в виду его почти моментального исчезновения, о чём свидетельствует разведывательная съемка над Ленинградом. Последний раз о наличии соснового бора свидетельствует советская карта 1933 года. Однако разведывательные немецкие аэроснимки 1939—1941 годов свидетельствуют, что ни соснового бора, ни леса уже нет. Остался только исторический парк у самой усадьбы, а на месте бывшего соснового бора появилось поле. Съемка 1966 года с разведывательного американского спутника не свидетельствует ещё о появление нового леса в текущем виде, но о появлении порослей. О вырубке соснового бора в источниках нет информации, но исчез он полностью в период между 1933 и 1939 годами. Варварская вырубка сосновых лесов, примыкающих к территории Ленинграда, производилась в 1920-1930х годах из-за потребности в ценной древесине для народного хозяйства.
В советское время от усадьбы была проложена асфальтовая дорога с освещением для обслуживания вышек связи. Для предотвращения заболачивания также в советское время была создана сеть дренажных канав, которая стала развитием исторической системы мелиоративных каналов. Наиболее подробной картой текущего состояния парковой зоны является карта ГГЦ 2001 года, где отмечена асфальтовая техническая дорога и дренажные канавы. Дренажные канавы сделаны для сброса избытка воды из исторических прудов в более заболоченную «дикую» часть парка
Заболачивание бывшей территории соснового бора возможно является одной из причин почему сосны не выросли снова. Заболачивание возникло из-за того, что высота над уровнем моря центральной части территории «дикого парка» примерно 8 метров, а окружающая парк застройка находится на участках высоте 10-14 метров, что приводит к стоку и застаиванию воды от осадков и является причиной невозможности застройки даже рекреационными объектами без работ по осушению до постройки дренажного коллектора парка к магистральному канализационному коллектору под Октябрьской набережной (см. раздел про Геплан ниже). Во времена постройки имения князя Гагарина в 1820е годы заболачивания не было и произрастали сосны. Карта 1826 года также отображает ручей, который впадает в Неву, а саму Сосновку перерезает глубокий овраг по которому он течет в сторону Невы. Карта 1868 года отмечает появление небольшой зоны заболачивания в восточной части парка из-за исчезания ручья, возможно в связи с постройкой кладбища на месте текущей парковки под ЛЭП и кирпичного завода рядом. Карты времен постройки дачи Чернова в 1890е снова отмечают участок как сухой с сосновым лесом. В XX веке при многоэтажной застройке района активно велись земляные работы и работы по осушению местности, сильно изменивших рельеф
Хотя часть активистов указывают на гнездование птиц в заболоченной зоне, но эксперты не относят данную территорию к известным местам гнездования, и птицы могут прилетать на кормление за остатками пищи на площадки с отходами из домов вокруг Сосновки, а известное экспертам место их гнездование находится в Невском лесопарке в нескольких километрах от Сосновки.
На территории бывшего соснового бора планируется реконструкция зелёной зоны, парк со спортивными прогулочными дорожками, а также строительство социальных объектов для нужд жителей Невского района.

### Застройка на месте гаражного кооператива ГСК ЦЕНТР и особенности зонирования парка в Генплане Санкт-Петербурга
Примыкающий к парку гаражный кооператив ГСК ЦЕНТР планируется по Генплану к ликвидации. Хотя процесс был юридически подготовлен в законе о Генплане Санкт-Петербурга, но не начинался до передачи парка в федеральную собственность в 2023 году. Это довольно крупный земельный участок площадью 3 гектара (5 гектар с прилегающей парковочной зоной), ценность которого для размещения инфраструктуры парка в том, что он уже осушен и под гаражами находится в засыпанном состоянии часть исторической системы прудов. Половина территории ГСК ЦЕНТР будет включена в зону парка, а половина отдана под застройку. Исторически зона гаражей под ГСК ЦЕНТР появилась только в начале 1990х годов с моментом «перестройки». В советское время территория продолжала быть охраняемой от застройки, и на карте 1988 года граница зелёной зоны Сосновки проходила по Паткановской улице. В начале 1990х годов без разрешения происходит вырубка парка на территории более 5 гектар с организацией гаражей и парковки
ГСК «ЦЕНТР» в соответствии с постановлениям Правительства Санкт-Петербурга от 18.10.2019 № 708 отнесено к юридическим лицам, представляющим «значительный риск» для экологии микрорайона от загрязнения окружающей среды от попадания остатков ГСМ в грунт, складирования мусора в гаражах, а также полулегальной работы ремонтных мастерских с использованием вредных веществ и т. п. В связи с этим Правительство Санкт-Петербурга ввело внешний надзорный контроль над ГСК «ЦЕНТР» и начало оценку экологического ущерба. Сам земельный участок ГСК ЦЕНТР 78:12:0006342:12 находится в статусе «ранее учтенный» в базе Росреестра. Статус «ранее учтенный» означает, что права на участок появились до вступления в силу 24 июля 2007 года Федерального закона «О государственном кадастре недвижимости», после которого собственники должны были доказать Регистратору точность границ участка через его межевание и выполнить проверку своих документов на соблюдение прав на землепользование. Сохранение земельного участка в статусе «ранее учтенный» означает отказ Регистратора признавать права на границы и/или порядок использования участка. Выписки из Росреестра показывают, что межевание границ Регистратор принял. Статус «ранее учтенный» связан с отметкой «Актуальные незасвидетельствованные» Регистратора рядом с назначением использования участка как «Для размещения объектов транспорта (под гаражи и автостоянки)», что означает, что Росреестр отказывается засвидетельствовать законность актуального вида использования участка ввиду противоречия с Генпланом города. Таким образом, судьбу земельного участка определяет более приоритетный Закон о Генплане
Законом Санкт-Петербурга от 19.12.2018 № 763-161 половина зоны гаражей включена в территорию парка как «Рекреационная зона» с такими же условиями как территория остального парка: «Зона зеленых насаждений общего и ограниченного пользования с включением объектов, допустимых в соответствии с законодательством об охране зеленых насаждений, включая плоскостные спортивные сооружения», то есть размещение гаражей не разрешается. Также Геплан не разрешает любое строительство кроме спортивных площадок на территории всего парка, включая бывший сосновый лес. Рекреационная зона на месте гаражей в свою очередь в 15.07.2020 была включена в «Единую охранную зону» памятника федерального значения. Статья 34 Федерального закона «Об объектах культурного наследия (памятниках истории и культуры) народов Российской Федерации» запрещает размещение гаражей также, так как в охранной зоне разрешается только размещение восстановленных объектов ранее входивших в состав памятника. В законе о Генплане Санкт-Петербурга гаражи упомянуты как «диссонирующие объекты» в данной зоне, которые нарушают видовое восприятие пейзажей памятника федерального значения. На месте половины гаражей, земля которых отойдет к парку, открыта 15.07.2020 также «Зона археологической разведки», но раскопки археологов не начались, так как требует сначала сноса гаражей. Раскопки связаны с тем, что оригинальная историческая система прудов в парке князя Гагарина была существо больше текущей и частично располагалась на месте гаражей. Реставрация парка, как и сада Чернова предполагается в планировке именно имения князя Гагарина начала XIX века
Единая охранная зона расширила территорию парка также на проезд вдоль домов 74 к1 и к2 по Октябрьской набережной и включила также в свой состав набережную Невы напротив Сада Чернова. Эти территории зарезервированы под возможный проект осушения с выводом дренажной системы из Сосновки к набережной. Под Октябрьской набережной проходит «Тоннельный канализационный коллектор» магистральной канализации для удаления осадков к которому в 2007 году уже была подключена подземная дренажная система осушения Сада Чернова, выполненная из перфорированных дренажных труб под дорожками. На текущий момент проект осушения Сосновки ещё не разработан и проектировщиками может быть выбрано и другое проектное решение с организацией новых прудов в «дикой части» парка как это было сделано при осушении ближайшего парка Куракина дача.
Вторая часть территории гаражей включена в «Зону среднеэтажной и многоэтажной многоквартирной жилой застройки с включением объектов общественно-деловой застройки».
Зонирование как объекта транспортной инфраструктуры для ГСК ЦЕНТР было прекращено, что не разрешает далее использовать земельный участок для гаражей.
Хотя группами активистов организованы протесты горожан против «застройки парка», но текущее зонирование по закону о Геплане Санк-Петербурга не предполагает такое строительство, но предполагает снос гаражей, размещение зеленых насаждений и частично застройку на месте бывших гаражей
Использование земельного участка не по целевому назначению, указанному в Генплане и невыполнение обязанностей по приведению земель в состояние, пригодное для использования по целевому назначению подразумевает по Статье 8.8. КоАП РФ довольно крупные штрафы на сотни тысяч рублей. Однако в практике Санкт-Петербурга данные статьи применяются к собственникам гаражей только при оказании сопротивления их сносу, при добровольном сносе гаражей Правительством Санкт-Петербурга выплачивается компенсация с учётом даты постройки гаража и его износа. Для железобетонных гаражей постройки 1990х годов сумма компенсации составит около 90 тысяч рублей. Компенсация выплачивается при условии самостоятельного демонтажа пола и полного освобождения гаража от всех вещей и мусора, а также наличия полного комплекта документов прав собственности на гараж. Постройки без документов или гаражи со складированием мусора сносятся без компенсации